# Goffredo Cappa
Pour les articles homonymes, voir Cappa.
Goffredo Cappa (aussi appelé Gioffredo Cappa ou Jofredus Cappa ; né en 1644 à Saluces et mort en 1717 à Turin) est un luthier italien, connu pour ses violons et violoncelles. Après avoir travaillé chez Amati de Crémone il s'établit à Saluces.

## Biographie
Goffredo Cappa dont l'atelier de lutherie était établi à Saluces, commune italienne de la province de Coni, est considéré comme l’initiateur de la lutherie piémontaise, il eut comme élèves Spirito Sorsana et Francesco Celoniato. Ses frères Gioacchino et Giuseppe travaillaient également avec lui.

## Instruments de Goffredo Cappa
- Fabio Biondi joue sur violon de 1690[3].
- Boris Hambourg (1884-1954) un violoncelliste russe qui fit carrière aux USA, Canada et en Europe possédait un Cappa de 1696[4].
- Henri Demarquette joue sur un violoncelle de 1697.
- Amiram Ganz du Trio Altenberg joue sur un violon de 1686.
- Stéphane Grappelli (1908-1997) jouait un Cappa de 1695[5].
- Geneviève Laurenceau joue sur un violon de 1700[6].
- Jae-Won Lee du Trio Paul Klee joue sur un violon de 1697[7].
- Jean-Guihen Queyras joue sur un violoncelle de 1696.
- Michael Rabin (1936-1972) jouait sur le Kubelik un Guarnerius del Gesù de 1735, mais également sur un violon de Goffredo Cappa[8].